# 今井清隆 (能楽師)
今井 清隆（いまい きよたか、1943年9月 - ）は、日本能楽会所属で京都市在住の能楽師。元金剛会理事長。

## 来歴・人物
江戸時代より続く、能楽金剛流職分・今井家の6代目として、1943年9月に京都市下京区に生まれる。父・今井幾三郎ならびに金剛巌宗家に師事。1949年、6歳にて「鞍馬天狗」子方で初舞台。1967年、同志社大学卒業。
繊細な芸風で、特に能の真髄である美しい三番目女ものの演目で知られ、加えて舞金剛と呼ばれる、金剛流の特色である写実能にもその実力を発揮する役者である。(能)「石橋」「乱」「望月」「道成寺」「内外詣」「翁」「卒都婆小町」「檜垣」「姨捨」「鸚鵡小町」ほか、能の代表的な曲を演じてきている。長男に、7代目・今井克紀がいる。
1984年には、ローマ法王献能、ワシントンD.C.桜祭、ほかシドニー・オペラハウス、パリ、エルサレム、等海外公演に多数出演した。また、この年から京都にて「今井後援会能」定期公演を主催している。1999年からは東京・国立能楽堂にて「今井清隆能の会」定期公演も主催している。また国立能楽堂自主公演にもシテとして毎年出演中。

## 受賞ほか
- 1986年：重要無形文化財「能楽」保持者に認定（総合認定）
- 1998年：京都府文化賞功労賞受賞
- 2004年：文化庁芸術祭優秀賞受賞
- 2018年 : 京都市文化功労者受賞

い